# Pilbeam MP93
Chronologie des modèles (2004 - 2007)
Pilbeam MP91 Pilbeam MP100
La Pilbeam MP93 est une voiture de course produite par Pilbeam Racing Designs et homologuée pour courir dans la catégorie Le Mans Prototype de l'Automobile Club de l'Ouest.

## Aspects techniques
En 2005, la Pilbeam MP93 est dotée d'un moteur V6 atmosphérique Mader JPX qui développe une puissance d’environ 520 ch. L'année suivante, elle est équipée d'un moteur V8 atmosphérique Judd XV675.
Avec un poids de 724 kg, soit 26 kg de moins que ne l'autorise le règlement LMP2, les écuries doivent donc avoir recours à l'utilisation de lests lors des courses.

## Histoire en compétition
Elle entre pour la première fois en compétition à l'occasion des 24 Heures du Mans 2005. Exploitée par Pir Compétition, elle abandonne en course,,. Avec la même équipe, elle participe à la classique mancelle en 2006 et 2007.

## Épilogue
Un seul châssis a été engagé en compétition. En avril 2018, le châssis est annoncé pour participer au championnat Endurance Masters Legends avec ses anciens pilotes Pierre Bruneau et Marc Rostan.